# Ana Flávia Pissaia
Ana Flavia Pissaia (Seara, nasceu em Santa Catarina, 19 de Outubro de 2002), é uma futebolista brasileira que atualmente joga pelo Esporte Clube Bahia.

## Carreira
A meio-campista, Ana Flavia, natural de Seara começou sua careira no Clube Atlético Taguatinga em 2017, mas foi no clube Ferroviária onde teve mais destaque e chegou a disputar o Campeonato Paulista e o Brasileiro Sub-18. A futebolista teve passagem no Atlético Mineiro em 2020 onde era titular da equipe e venceu o Campeonato Mineiro. Em 2021, Ana conquistou o acesso à elite do futebol feminino nacional após fazer parte do elenco vice-campeão da Série A2 do Brasileirão.

## Títulos
Competições Nacionais
- Campeonato Brasileiro Feminino: 2019
- Campeonato Brasileiro Feminino A2: 2022

Competições Regionais
- Campeonato Mineiro Feminino: 2020/2021